# 성엽초
성엽초(筬葉草, 학명: Pteridophyllum racemosum)는 일본에 자생하는 양귀비과 속씨식물이다. 이전에는 프테리도필룸과(Pteridophyllaceae)에 속하는 유일종으로 기술했지만, 현재는 양귀비과로 분류한다.